# Roupen II
Roupen II (en arménien Ռուբեն Բ ; † 1170) est un prince des Montagnes roupénide ayant régné de 1169 à 1170. Il est fils de Thoros II, lui-même prince des Montagnes, et de sa seconde épouse.
Il succède à son père en 1169, sous la régence de Thomas, son grand-père maternel. Mais un de ses oncles, Mleh, désirant le pouvoir, s'allie à Nur ad-Din et fait assassiner le jeune prince et le régent.